# Fakósárga galambgomba
A fakósárga galambgomba (Russula ochroleuca) az Agaricomycetes osztályának galambgomba-alkatúak (Russulales) rendjébe, ezen belül a galambgombafélék (Russulaceae) családjába tartozó, Európában és Észak-Amerikában honos, savanyú talajú erdőkben élő, nem ehető gombafaj.

## Megjelenése
A fakósárga galambgomba kalapja 4-11 cm széles, félgömb alakúból később laposan kiterül, közepe esetleg bemélyedő lehet. Széle alig bordás. Felszíne síkos. Színe okkersárga, barnássárga vagy barnásokker. Húsa vastag, törékeny; színe fehér, idősen kissé szürkülő. Íze közepesen vagy erősen csípős, szaga nem jellegzetes. 
Közepesen sűrűn álló lemezei tönkhöz nőttek, féllemeze alig van. Krémszínűek, idősen kissé barnulók.
Spórapora fehér vagy krémszínű. Spórája elliptikus, felszíne hálózatosan tüskés, mérete 7,5-9 x 6,5-7,5 µm.
Tönkje 3-7 cm magas és max. 3 cm vastag. Alakja robusztus, hengeres. Színe fehér, öregen halvány kalapszínű lesz. Felülete hosszan ráncolt.

### Hasonló fajok
A fakó galambgombától és élénksárga galambgombától szagtalansága (előzőtől nagyobb termete ls barnásabb kalapja is), a sárgásbarna galambgombától csípős íze különíti el. 

## Elterjedése és termőhelye
Európában és Észak-Amerikában honos. Magyarországon helyenként gyakori lehet.  
Savanyú talajú fenyvesekben vagy lomblevelű erdőkben található meg. Júliustól októberig terem. 
Nem ehető. 

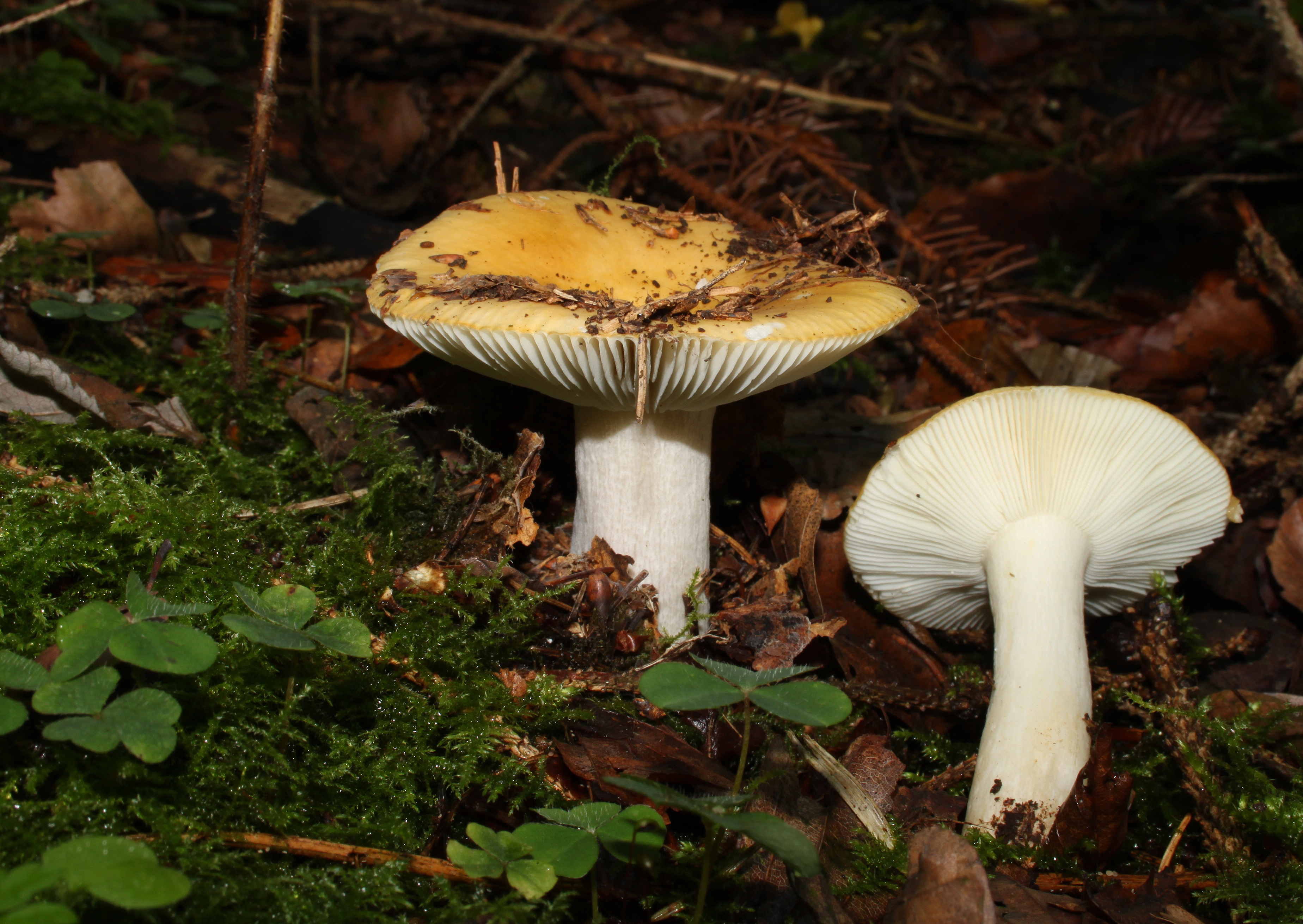
Fakósárga galambgomba
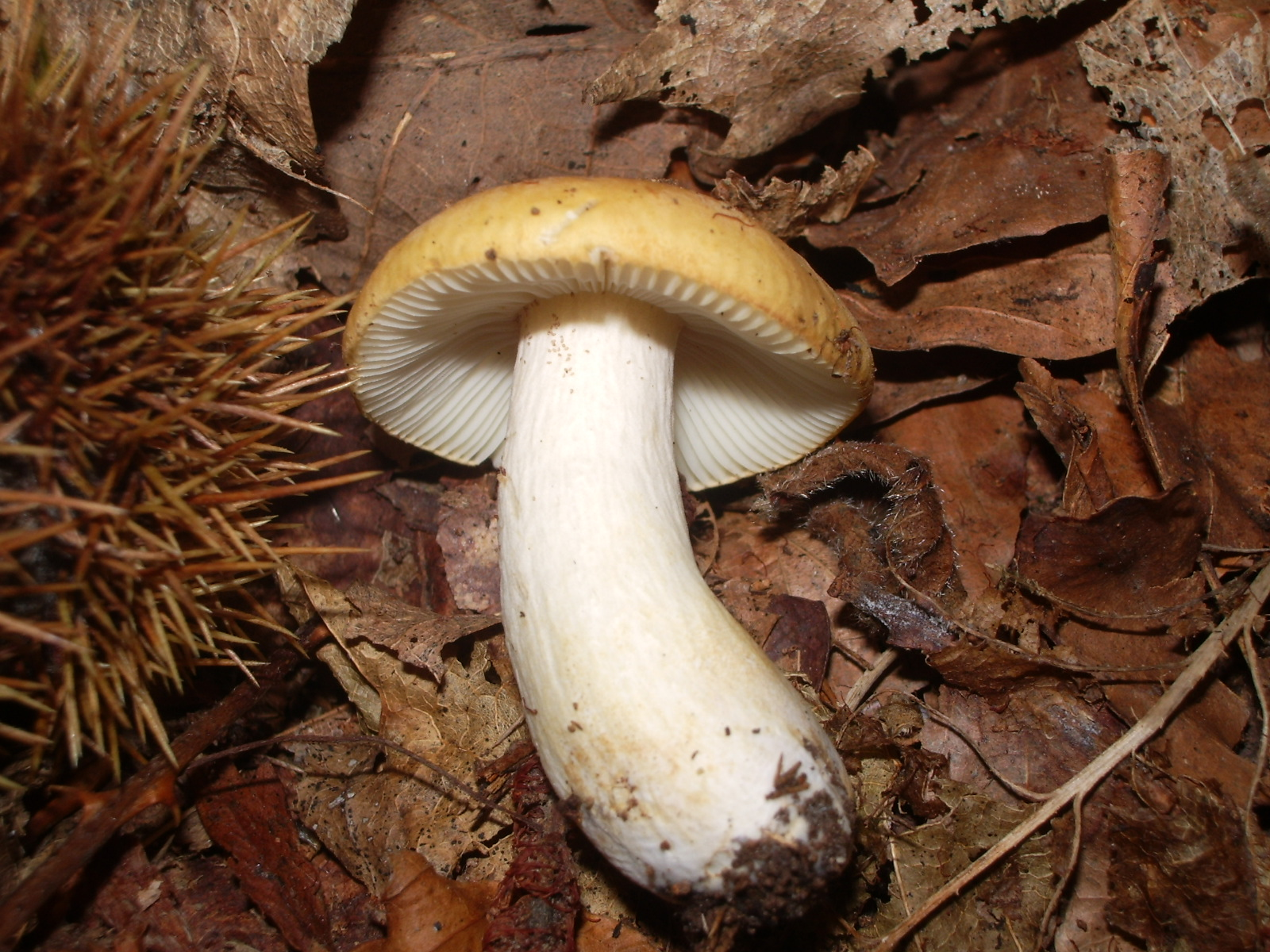
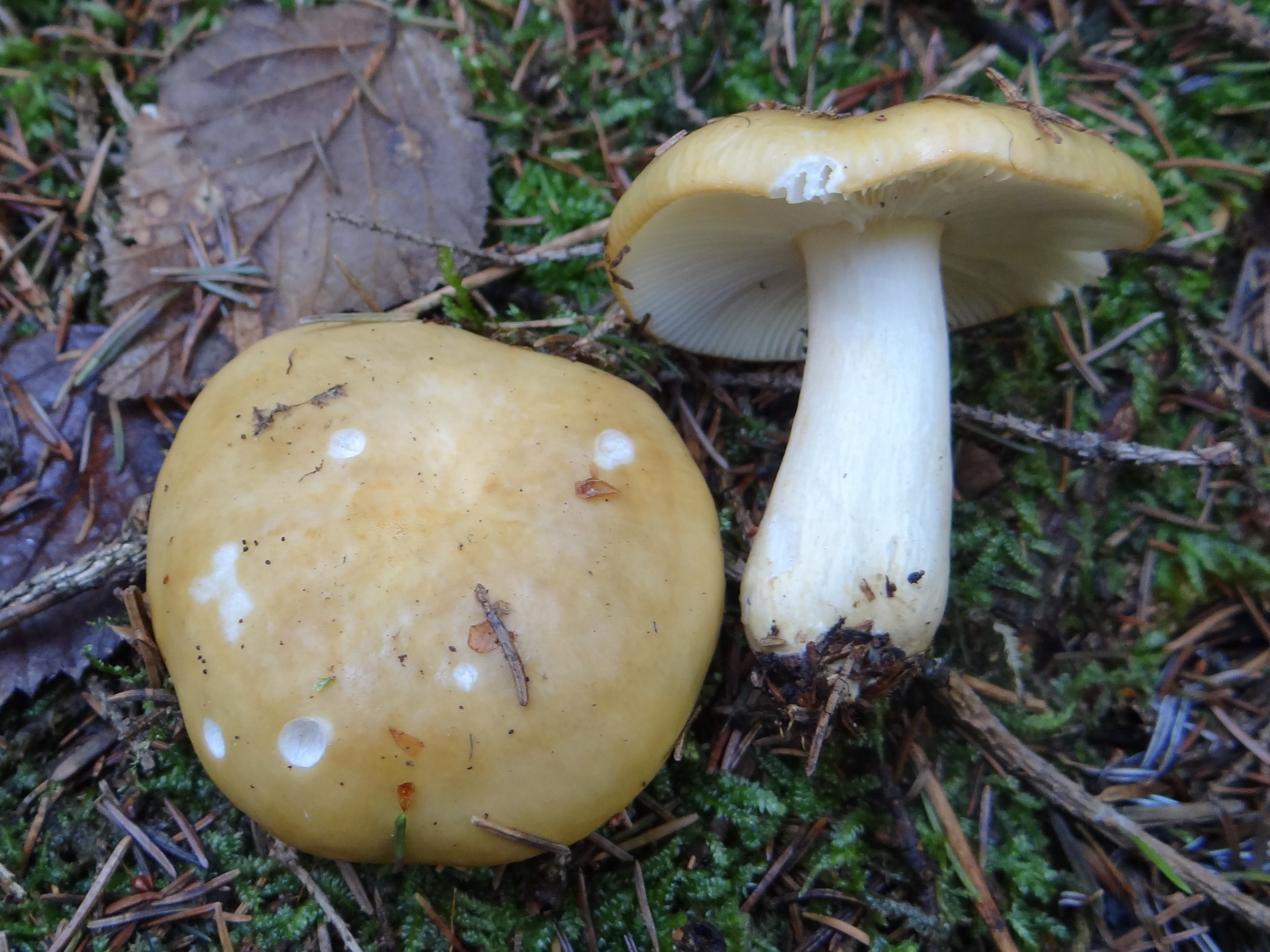
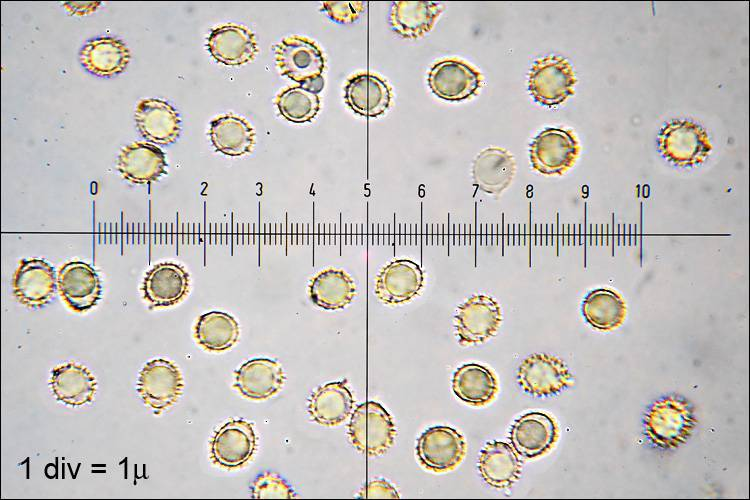
Spórái
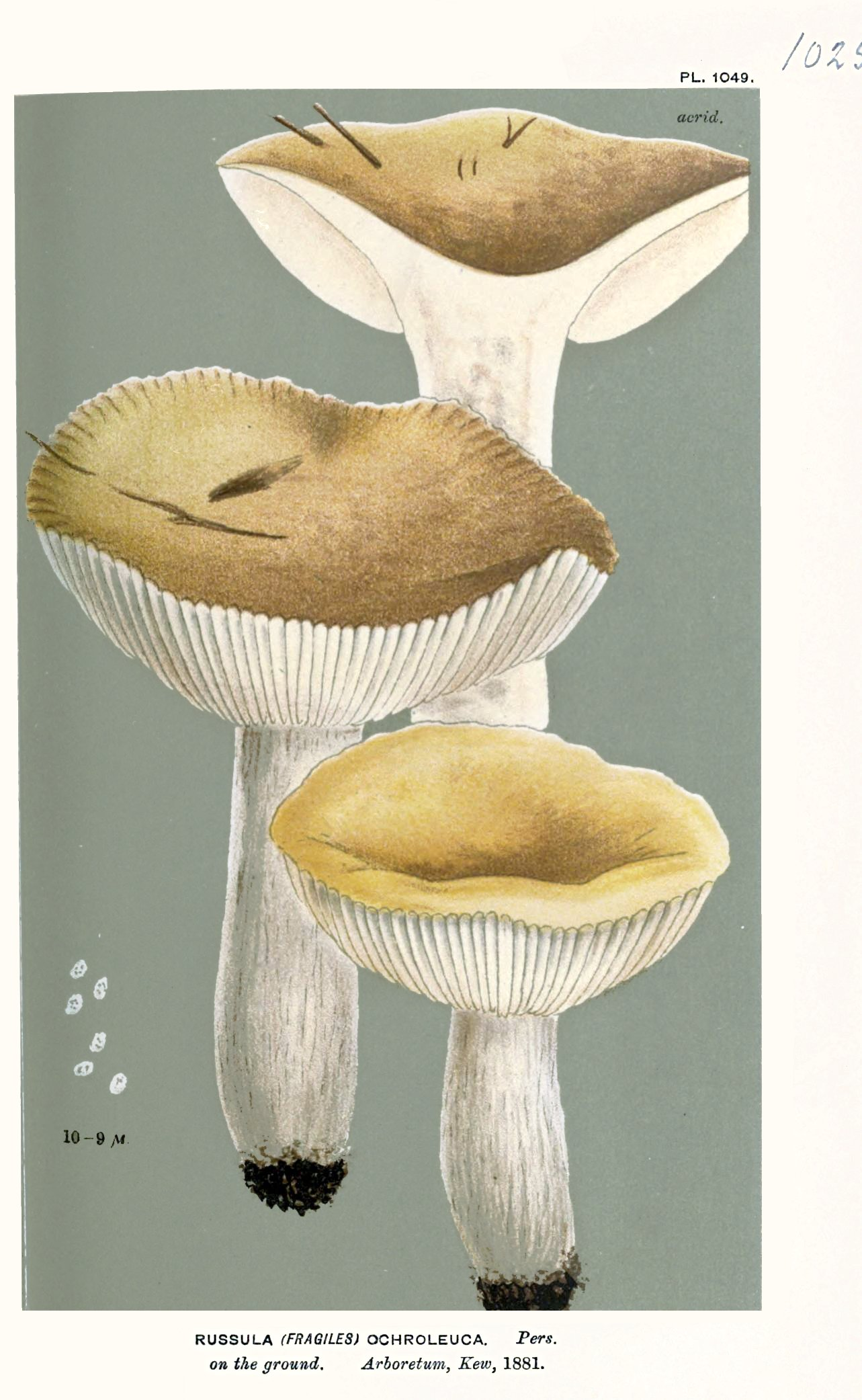
Ábrázolása egy angol gombakönyvben (1881)